# Nova Zelândia nos Jogos Olímpicos de Verão de 1948
A Nova Zelândia competiu nos Jogos Olímpicos de Verão de 1948, realizados em Londres, Inglaterra.